# Gornja Rogatica
Gornja Rogatica (ćir.: Горња Рогатица) je naselje u općini Bačka Topola u Sjevernobačkom okrugu u Vojvodini.

## Stanovništvo
U naselju Gornja Rogatica živi 477 stanovnika, od čega 410 punoljetan stanovnik s prosječnom starosti od 44,9 godina (43,7 kod muškaraca i 46,0 kod žena). U naselju ima 173 domaćinstva, a prosječan broj članova po domaćinstvu je 2,76.
Prema popisu iz 1991. godine u naselju je živjelo 587 stanovnika.
| Etnički sastav 2002. |            |        |
| Narod                | Stanovnika |        |
| Srbi                 | 401        | 84,06% |
| Hrvati               | 21         | 4,40%  |
| Jugoslaveni          | 16         | 3,35%  |
| Mađari               | 12         | 2,51%  |
| Bunjevci             | 5          | 1,04%  |
| Crnogorci            | 3          | 0,62%  |
| Slovenci             | 2          | 0,41%  |
| Nijemci              | 1          | 0,20%  |
| nepoznato            | 0          | 0,00%  |

| broj stanovnika | 821   | 780   | 776   | 711   | 624   | 587   | 477   |
|                 | 1948. | 1953. | 1961. | 1971. | 1981. | 1991. | 2001. |

## Vanjske poveznice
- Karte, položaj vremenska prognoza  Arhivirana inačica izvorne stranice od 18. siječnja 2009. (Wayback Machine)
- Satelitska snimka naselja  Arhivirana inačica izvorne stranice od 18. veljače 2021. (Wayback Machine)